# Odo bruchi
Odo bruchi es una especie de araña del género Odo, familia Xenoctenidae. Fue descrita científicamente por Mello-Leitao en 1938.
Habita en Argentina.